# Пруд Петра I
Пруд Петра I — утраченная достопримечательность города Липецка. Был расположен на месте Нижнего парка.
Пруд Петра I был сооружён в XVIII веке для питания водой расположенных рядом Липских железоделательных заводов. Площадь пруда составляла 70 га. В царской России это был самый большой рукотворный водоём.
По воспоминаниям очевидцев вода в пруду отличалась высокой прозрачностью и отсутствием ихтиофауны. Последнее обстоятельство вероятно было связано с высокой минерализацией воды в пруду. Известно, что в районе Древне-Успенской церкви било несколько крупных источников железистых вод. Современниками так же отмечалось народное предание, согласно которому, отсутствие рыбы в пруду было связано с тем, что пруд построен по приказу «антихриста» Петра I.
25 апреля (8 мая) 1805 года Александр I подписывает указ об открытии курорта «Липецкие минеральные воды». Пруд входит в его состав, но используется уже по другому назначению: с его дна в конце XIX века добывали целебные грязи. По подсчетам специалистов, там было около 125 тыс. куб. сажен железистого ила. По более поздним оценкам — 945 тыс. тонн.
В июне 1879 года 11 лидеров партии «Земля и воля» съехались в курортный Липецк под видом отдыхающих. Арендовав прогулочные лодки, члены организации нашли тихую заводь на пруду, где утвердили планы государственного переворота путём физического устранения высших должностных лиц, начиная с государя. Позже этот съезд назван «Народовольческим». 17 июня 1972 года в ознаменование столетия первого съезда партии «Народная воля» на территории засыпанного пруда был поставлен памятник террористам-народовольцам.
В 1930-х годах целебные грязи уже не использовали, а пруд зарос и был заболочен.
В ходе начавшейся в конце 1950-х годов реконструкции осушили болота, построили эстраду и кинопроекционную, танцплощадку, создали садовую скульптуру. В конце 1960-х годов Пруд Петра I был засыпан. После расчистки и углубления русла реки Воронежа образовалось слишком много песка; им и засыпали пруд. Потом по проекту Н. Р. Полунина здесь распланировали аллеи и засадили их деревьями.
Засыпка пруда вызвала подъем грунтовых вод в районе Ниженки. В Нижнем парке начали массово погибать подтопленные деревья. В течение 30 лет погибли почти все деревья на исторических аллеях парка.
Существуют планы восстановить пруд в уменьшенном виде (планируется, что он займет площадь около 15 гектаров).